# Naviglio di Bereguardo
Il Naviglio di Bereguardo (in lombardo Navili de Bereguard) è uno dei canali artificiali, destinati originariamente alla navigazione interna, che sono stati scavati tra il tardo Medioevo e il XIX secolo nel Milanese.

## Storia

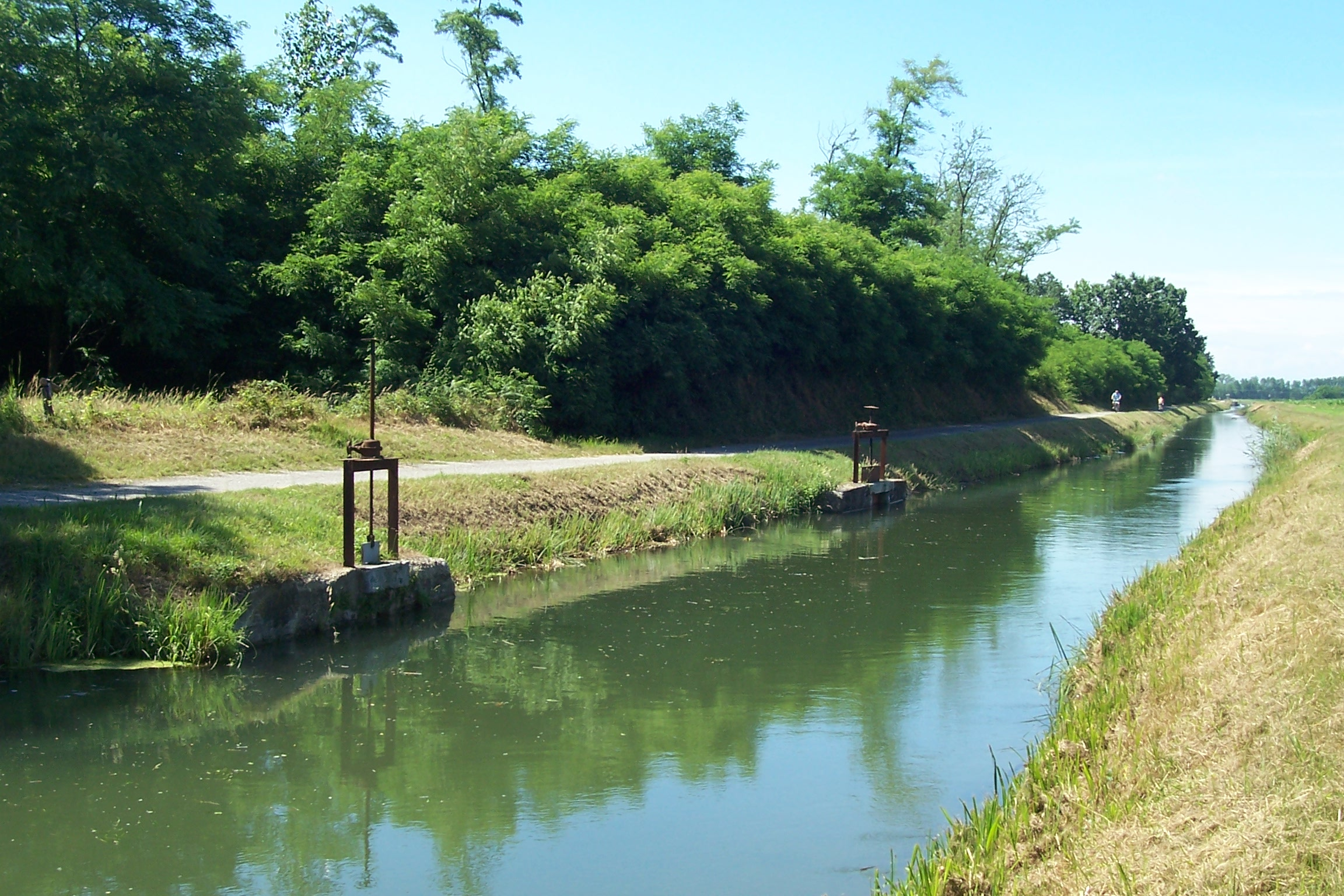
Prese irrigue lungo il Naviglio di Bereguardo tra Motta Visconti e Bereguardo

Il naviglio, iniziato nel 1420 per volere del duca di Milano Filippo Maria Visconti, fu realizzato in gran parte tra il 1457 e il 1470 per volontà di Francesco I Sforza.  Si stacca dal Naviglio Grande a Castelletto di Abbiategrasso e si dirige verso sud, raggiungendo il Ticino, nel quale sfocia al ponte di Bereguardo, dopo circa 19 km. Ha una caduta di circa 24 metri, che viene superata con 12 conche. Sostituì il canale voluto da Gian Galeazzo Visconti e fino al 1819 restò l'unica via di collegamento tra Milano e il mare, fondamentale soprattutto per il trasporto del sale proveniente per la maggior parte da Venezia.
Le merci che dal Po, risalendo il Ticino nel suo primo tratto, erano destinate a Milano, dovevano essere trasportate da Pavia via terra su questo canale, attraverso il quale raggiungevano il Naviglio Grande e quindi la città. A volte erano le imbarcazioni stesse a essere trainate, con tutto il loro carico, per essere immesse nel naviglio da Bereguardo.
Il canale decadde all'inizio del XIX secolo, quando fu completato, con il Naviglio Pavese, il collegamento diretto di Milano con il Ticino, a breve distanza dalla sua confluenza nel Po. Barcaioli, mulattieri e trafficanti abbandonarono rapidamente quella scomoda situazione per trasferirsi a Pavia.

## Oggi, un canale irriguo

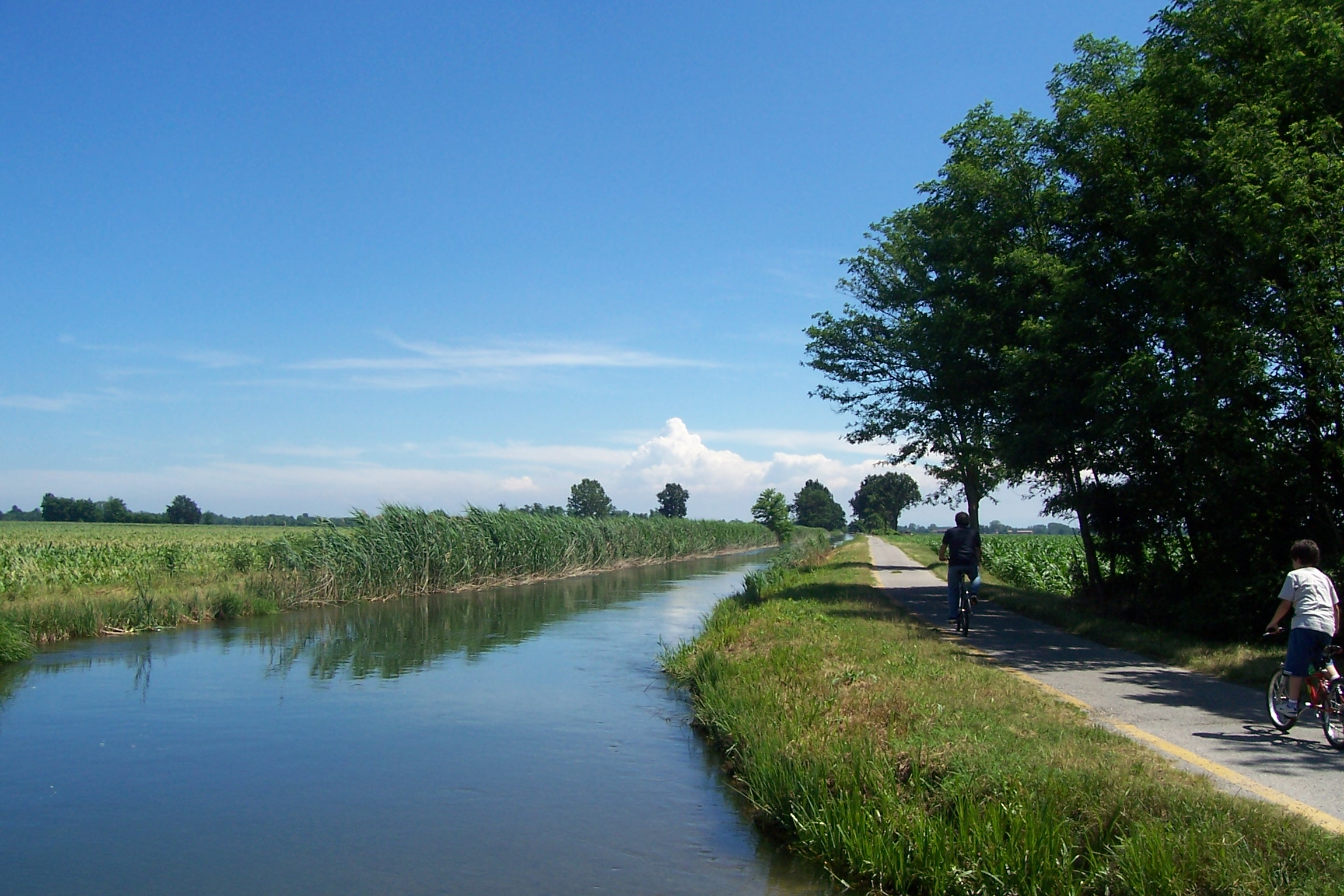
Il Naviglio di Bereguardo vicino a Morimondo

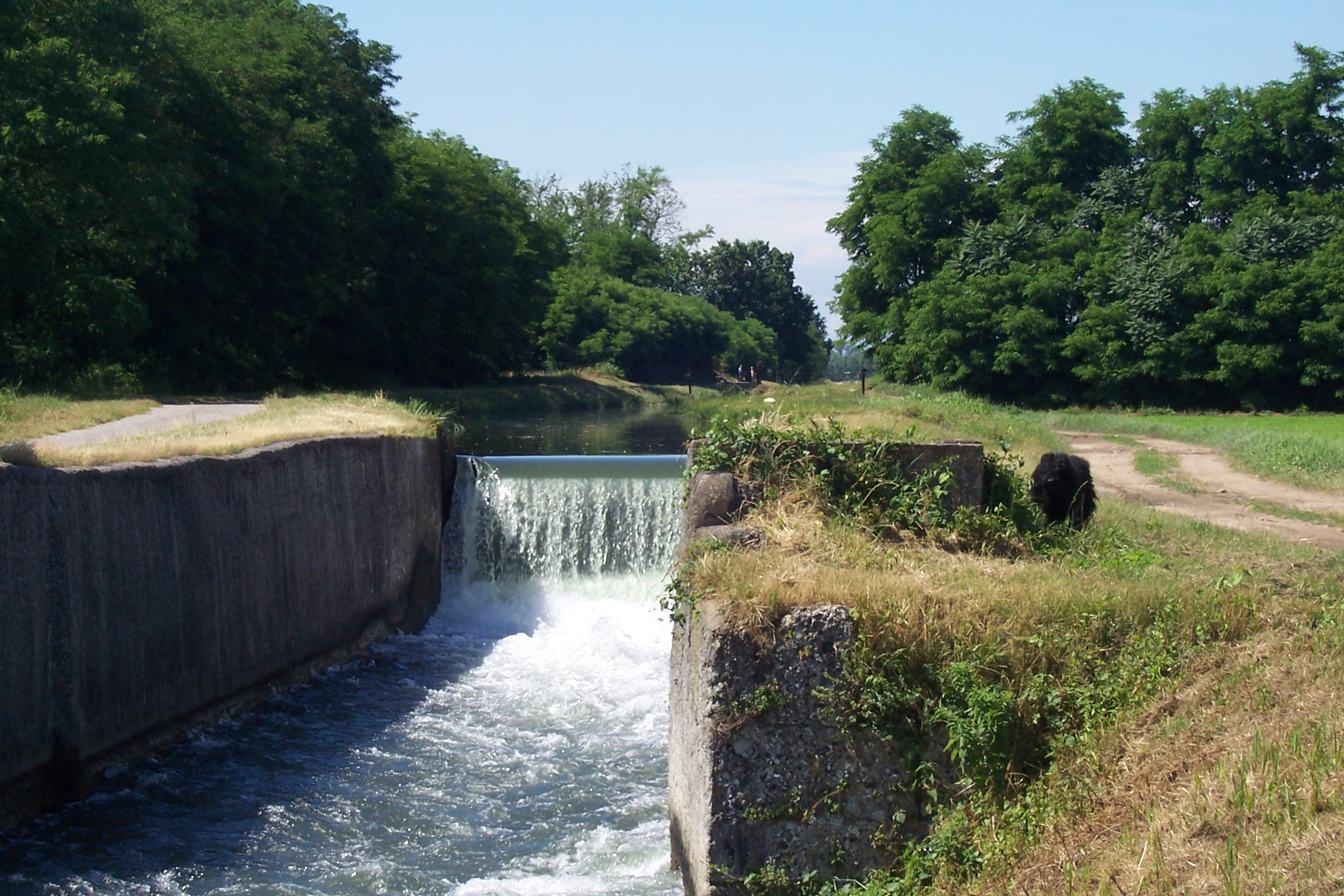
Opere in muratura e la soglia sul naviglio di Bereguardo

Privo di traffico, il naviglio fu declassato e ancora oggi funge da canale di irrigazione. Delle vecchie conche sopravvivono, in ottime condizioni, le parti in muratura e le pavimentazioni del fondo, a testimonianza della grande perizia degli ingegneri e delle maestranze che, tre secoli e mezzo fa, realizzarono l'opera. 
A Cascina Conca, tra Morimondo e Motta Visconti, la conca conserva addirittura la porta a valle, usata nel tempo come chiusa per la regolamentazione del flusso delle acque.
Il percorso, dopo l'ansa di Castelletto di Abbiategrasso, è praticamente rettilineo in direzione sud e si mantiene distante da strade di grande comunicazione, attraversando un paesaggio agricolo straordinariamente ubertoso, accompagnato da una pista ciclabile, tutta asfaltata e priva di difficoltà, se non l'assenza di ripari tra la carreggiata e l'acqua.
L'intero tracciato è compreso nel Parco del Ticino e non è percorribile da mezzi motorizzati, se non per un brevissimo tratto intermedio.